# Ackeem Blake
Pour les articles homonymes, voir Blake.
Ackeem Blake (né le 21 janvier 2002) est un athlète jamaïcain, spécialiste des épreuves de sprint.

## Biographie
Auteur d'un temps de 9 s 92 sur 100 m le 5 juin 2022 à Nashville, Ackeem Blake descend encore sous les 10 secondes en se classant troisième de la finale des championnats de Jamaïque, derrière Yohan Blake et Oblique Seville, et obtient sa qualification pour les championnats du monde 2022 dans les épreuves du 100 m et du relais 4 × 100 m.
Il remporte son premier titre international en remportant le 100 m des Championnats NACAC.

## Palmarès
| Date | Compétition                    | Lieu     | Résultat | Épreuve   | Temps   |
| ---- | ------------------------------ | -------- | -------- | --------- | ------- |
| 2022 | Championnats du monde          | Eugene   | 4e       | 4 × 100 m | 38 s 06 |
| 2022 | Championnats NACAC             | Freeport | 1er      | 100 m     | 9 s 98  |
| 2022 | Championnats NACAC             | Freeport | 3e       | 4 × 100 m | 38 s 94 |
| 2023 | Championnats du monde          | Budapest | 3e       | 4 × 100 m | 37 s 76 |
| 2024 | Championnats du monde en salle | Glasgow  | 3e       | 60 m      | 6 s 46  |

## Records
| Épreuve | Temps  | Lieu     | Date            |
| ------- | ------ | -------- | --------------- |
| 60 m    | 6 s 42 | Kingston | 25 février 2023 |
| 100 m   | 9 s 89 | Westwood | 27 mai 2023     |